# William Buick
William Buick, né le 22 juillet 1988) est un jockey britannique, spécialisé dans les courses de plat.

## Biographie

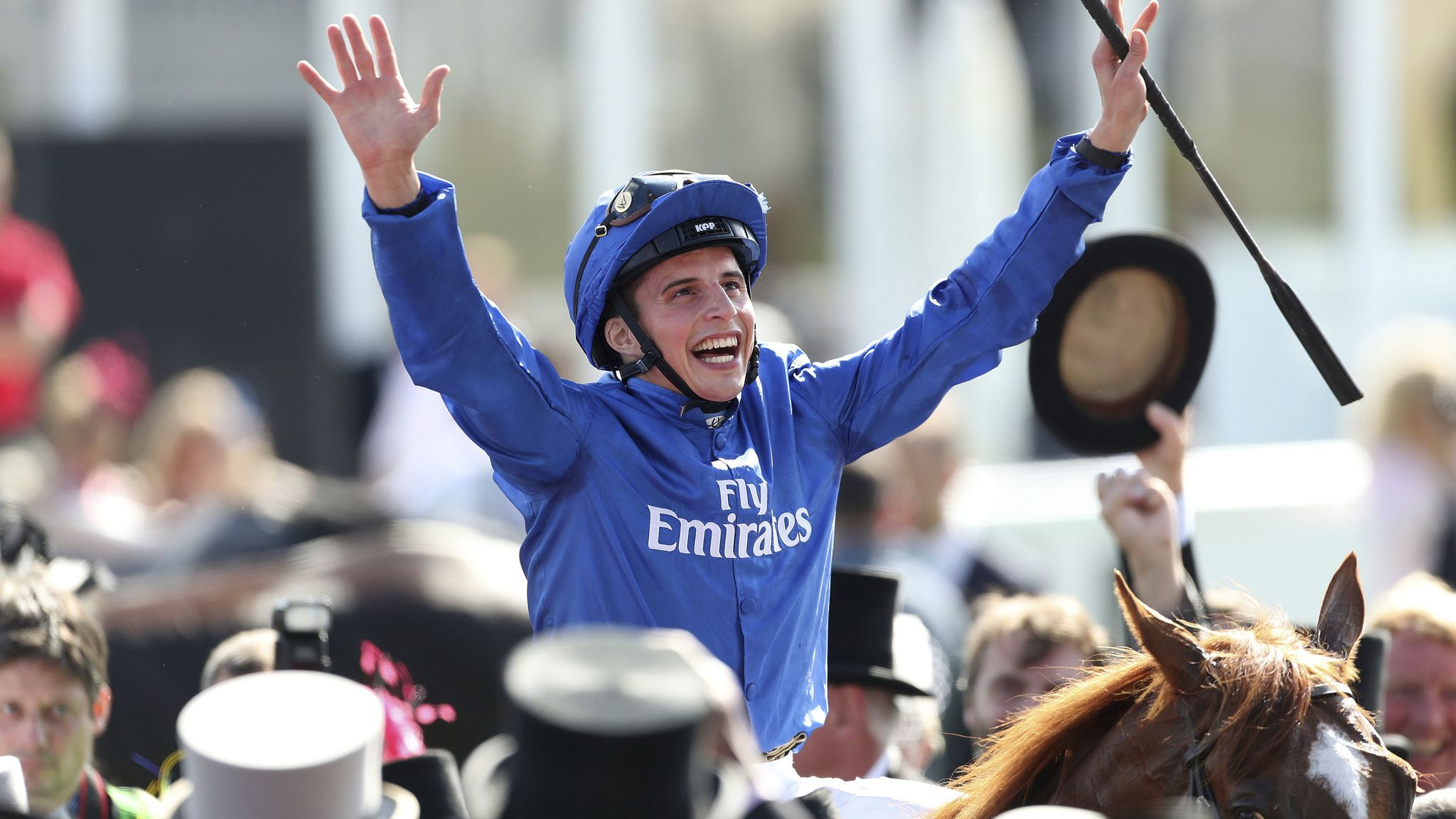
William Buick après sa victoire dans le Derby 2018 avec Masar

Né en Norvège où son père Walter, écossais de naissance, a conquis huit cravaches d'or avant de devenir entraîneur, William Buick s'installe en Angleterre pour faire son apprentissage chez Andrew Balding – lequel lui témoignait une certaine confiance puisqu'il paria à la cote de 500/1 que son protégé serait champion jockey en Angleterre avant 2020. Buick fait ses débuts en compétition en août 2006, à 18 ans, remporte sa première course le mois suivant, et ne tarde pas à faire partie des meilleurs apprentis d'Angleterre. Il est d'ailleurs nommé apprenti de l'année en 2007 et 2008, devenant le premier jockey à remporter deux fois cette récompense, à quoi s'ajoute un titre de champion apprenti en 2008.
En janvier 2010, alors qu'il a déjà remporté un groupe 1 (les E.P. Taylor Stakes avec Lahaleeb à l'automne précédent), William Buick est engagé par John Gosden, l'un des plus grands noms des courses anglaises, pour remplacer le jockey maison, Jimmy Fortune. L'association sera fructueuse, avec plusieurs victoires en groupe 1 à la clé et une troisième place dans le championnat des jockeys en 2011. Et elle durera jusqu'en 2015, lorsque l'Écurie Godolphin, pour laquelle il a déjà monté à plusieurs occasions, lui offre un contrat de première monte pour les chevaux entraînés par Charlie Appleby, avec lequel il remporte le Derby d'Epsom 2018, en selle sur Masar et devient le partenaire du crack à 2 ans Pinatubo. En 2022, il est sacré pour la première fois Champion Jockey, avec 157 succès au cours de l'année, et récidive l'année suivante. En juillet 2025, il franchit le cap des 2 000 victoires. 
William Buick possède la double nationalité britannique et danoise et parle couramment quatre langues (anglais, norvégien, danois et allemand).

## Palmarès
Courses de groupe 1 uniquement
 Grande–Bretagne
- Epsom Derby – 1 – Masar (2018)

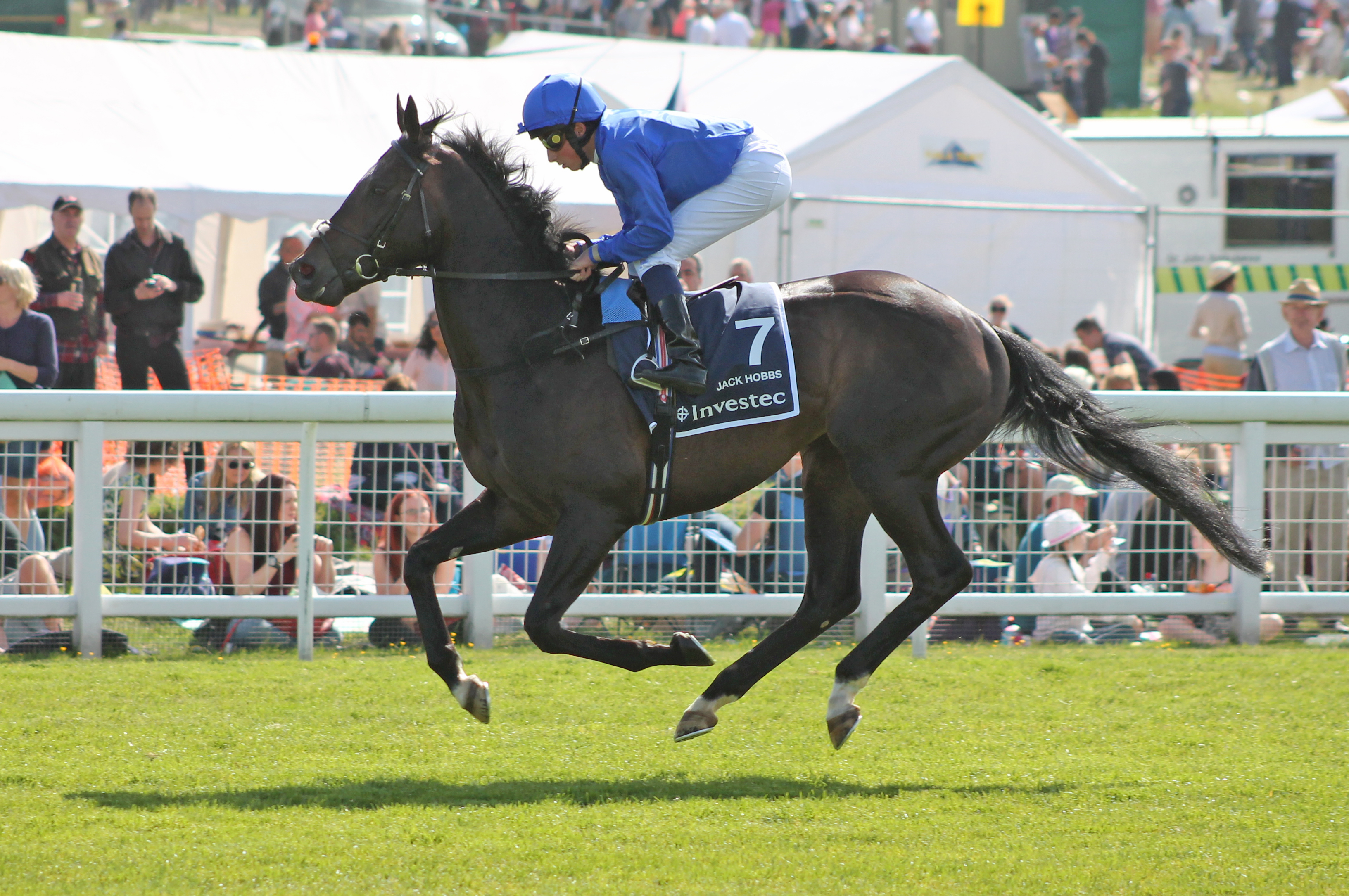
William Buick et Jack Hobbs au départ du Derby d'Epsom 2015

- 2000 Guineas – 2 – Notable Speech (2024), Ruling Court (2025)
- 1000 Guineas – 1 – Desert Flower (2025)
- St. Leger Stakes – 3 – Arctic Cosmos (2010), Masked Marvel (2011), Hurricane Lane (2021)
- Nassau Stakes – 3 – Winsili (2013), Sultanina (2014), Wild Illusion (2018)
- Eclipse Stakes – 3 – Nathaniel (2012), Hawkbill (2016), Ghaiyyath (2020)
- Middle Park Stakes – 3 – Dream Ahead (2010), Charming Thought (2014), Shadow of Light (2024)
- Dewhurst Stakes – 3 – Pinatubo (2019), Native Trail (2021), Shadow of Light (2024)
- King George VI and Queen Elizabeth Stakes – 2 – Nathaniel (2011), Adayar (2021)
- Cheveley Park Stakes – 2 – Lumiere (2015), Lezoo (2022)
- Lockinge Stakes – 2 – Ribchester (2017), Modern Games (2023)
- British Champions Sprint Stakes – 2 – Creative Force (2021), Kalpana (2024)
- Prince of Wales's Stakes – 2 – The Fugue (2014), Ombudsman (2025)
- Falmouth Stakes – 2 – Elusive Kate (2013), Cinderella's Dream (2025)
- Haydock Sprint Cup – 1 – Dream Ahead (2011)
- Coronation Stakes – 1 – Fallen For You (2012)
- Nunthorpe Stakes – 1 – Ortensia (2012)
- Yorkshire Oaks – 1 – The Fugue (2013)
- Queen Anne Stakes – 1 – Ribchester (2017)
- King's Stand Stakes – 1 – Blue Point (2018)
- Coronation Cup – 1 – Ghaiyyath (2020)
- International Stakes – 1 – Ghaiyyath (2020)
- British Champions Fillies' and Mares' Stakes – 1 – Wonderful Tonight (2020)
- Sun Chariot Stakes – 1 – Saffron Beach (2021)
- Futurity Trophy – 1 – Ancient Wisdom (2023)
- July Cup – 1 – Mill Stream (2024)
- Sussex Stakes – 1 – Notable Speech (2024)
- Fillies' Mile – 1 – Desert Flower (2024)
- Gold Cup – 1 – Trawlerman (2025)

 France
- Poule d'Essai des Poulains – 1 – Modern Games (2022)
- Prix de la Forêt – 3 – Dream Ahead (2011), Gordon Lord Byron (2012), Space Blues (2021)
- Prix Rothschild – 3 – Elusive Kate (2012, 2013), Saffron Beach (2022)
- Prix Marcel Boussac – 2 – Elusive Kate (2011), Wuheida (2016)
- Prix Morny – 1 – Dream Ahead (2010)
- Prix Jean Romanet – 1 – Izzi Top (2012)
- Prix Jacques Le Marois – 1 – Ribchester (2016)
- Prix Saint–Alary – 1 – Sobetsu (2017)
- Prix de l'Opéra – 1 – Wild Illusion (2018)
- Prix Jean Prat – 1 – Pinatubo (2020)
- Prix Maurice de Gheest – 1 – Space Blues (2020)
- Grand Prix de Paris – 1 – Hurricane Lane (2021)

 Irlande
- Irish Derby – 2 – Jack Hobbs (2015), Hurricane Lane (2021)
- Irish Oaks – 1 – Great Heavens (2012)
- Irish 2000 Guineas – 1 – Native Trail (2022)
- Vincent O'Brien National Stakes – 3 – Quorto (2018), Pinatubo (2019), Native Trail (2021)
- Pretty Polly Stakes – 1 – Izzi Top (2012)
- Irish Champion Stakes – 1 – The Fugue (2013)

 Allemagne
- Bayerisches Zuchtrennen – 2 – Barney Roy (2020), Nations Pride (2023)
- Preis von Europa – 2 – Rebel's Romance (2022, 2024)
- Grosser Preis von Baden – 1 – Ghaiyyath (2019)

 Italie
- Gran Premio di Milano – 1 – Earl of Tinsdal (2012)

 Émirats Arabes Unis

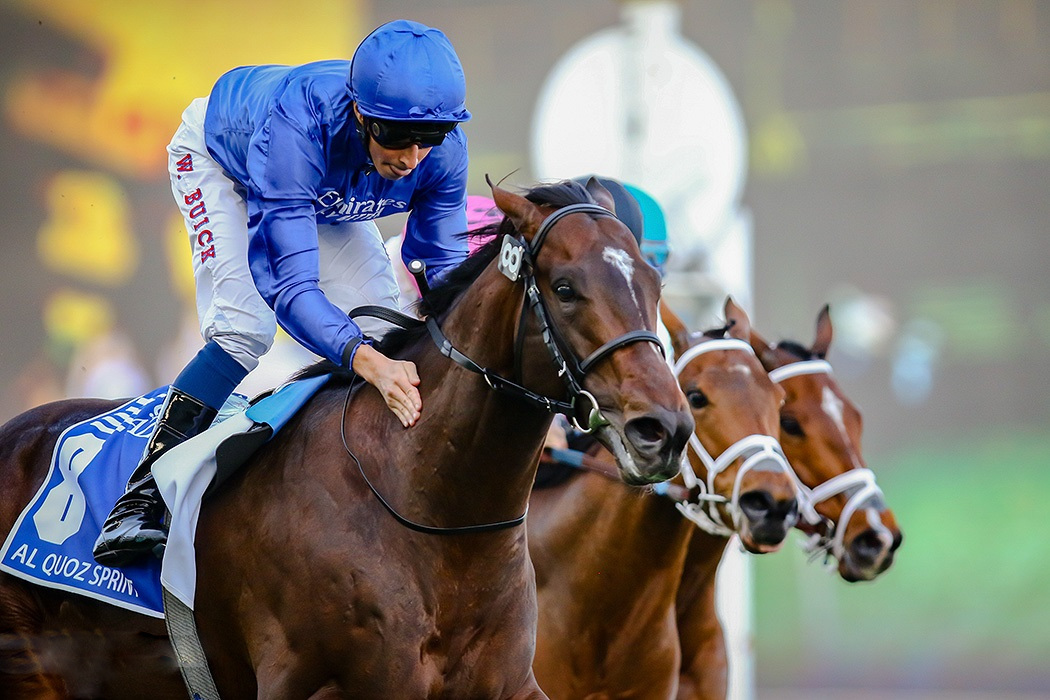
Victoire dans le Al Quoz Sprint 2019 avec Blue Point

- Dubai World Cup – 1 – Prince Bishop (2015)
- Dubai Sheema Classic – 5 – Dar Re Mi (2010), Jack Hobbs (2017), Hawkbill (2018), Old Persian (2019), Rebel's Romance (2024)
- Jebel Hatta – 3 – Sajjhaa (2013), Tryster (2016), Measured Time (2024)
- Al Quoz Sprint – 1 – Blue Point (2019)

 États–Unis
- Breeders' Cup Mile – 3 – Space Blues (2021), Modern Games (2022), Master of The Seas (2023)
- Breeders' Cup Juvenile Turf – 2 – Line of Duty (2018), Modern Games (2021)
- Breeders' Cup Filly & Mare Turf – 1 – Wuheida (2017)
- Breeders' Cup Turf – 1 – Yibir (2021) rebel 's Romance (2024 )
- Breeders' Cup Juvenile Turf Sprint – 1 – Mischief Magic (2022)
- Arlington Million – 2 – Debussy (2010), Nations Pride (2024)
- Maker's Mark Mile Stakes – 1 – Master of The Seas (2024)
- Manhattan Stakes – 1 – Measured Time (2024)
- Belmont Oaks Invitational – 1 – Cinderella's Dream (2024)

 Canada
- Woodbine Mile – 2 – Modern Games (2022), Master of The Seas (2023)
- E.P. Taylor Stakes – 1 – Lahaleeb (2009)
- Summer Stakes – 1 – Mysterious Night (2022)
- Canadian International Stakes – 1 – Nations Pride (2023)

 Hong Kong
- Queen Elizabeth II Cup – 1 – Pakistan Star (2018)
- Champions & Chater Cup – 1 – Rebel's Romance (2024)

 Japon
- Mile Championship – 1 – Stelvio (2018)